# Graphonema georgei
Graphonema georgei är en rundmaskart som beskrevs av John Inglis 1969. Graphonema georgei ingår i släktet Graphonema och familjen Chromadoridae. Inga underarter finns listade i Catalogue of Life.